# بلدية مابايي
بلدية مابايي هي بلدية من مقاطعة سيبيتوكي في شمال غرب بوروندي. تقع العاصمة في مابايي.